# Hans-Erich Voss
Hans-Erich Voss, född 30 oktober 1897 i Angermünde, död 18 november 1969 i Berchtesgaden, var en tysk sjömilitär och viceamiral. I andra världskrigets slutskede befann sig Voss i Führerbunkern och var en av de sista som lämnade bunkern under slaget om Berlin.

## Biografi

### Militär karriär
Voss anslöt sig som frivillig till den kejserliga marinen den 5 juli 1915. Efter grundutbildningen tjänstgjorde han på kryssaren Freya, i oktober 1915 tjänstgjorde han på slagskeppet Hessen, i april 1916 på kryssaren Berlin och i februari 1917 på kryssaren Nürnberg. Mellan augusti och november 1917 genomgick Voss navigationsutbildning vid Marinskolan i Flensburg-Mürwik och befordrades den 17 september 1917 till löjtnant. Därefter återgick han till tjänst på Nürnberg, förflyttades den 16 november 1918 till I. Marininspektionen, förflyttades den 27 mars 1919 till reserven, tjänstgjorde mellan 27 januari 1919 och 30 oktober 1920 vid reserven för 3. Schützeregementet och blev den 1 oktober 1920 kompanichef vid Schiffsstamm-divisionen på Nordsjön. Voss befordrades den 10 januari 1921 till överstelöjtnant, blev i maj 1921 adjutant på kryssaren Arcona, blev den 23 september 1923 idrottsinstruktör vid Marinstationen i Nordsjön, blev den 22 mars 1926 vaktofficer på segelfartyget Niobe och förflyttades den 2 januari 1927 till slagskeppet Elsaß. Den 1 januari 1928 befordrades Voss till kaptenlöjtnant, blev den 1 oktober 1929 kompanichef vid I. marinartilleridivisionen och blev den 29 september 1930 lärare vid Kustartilleriskolan. Mellan mars 1934 och oktober 1935 var Voss verksam vid marinledningen, befordrades den 1 oktober 1934 till korvettkapten, utbildades i oktober 1935 i skeppsbyggnadsteknik ombord på pansarskeppet Admiral Graf Spee, blev den 6 januari 1936 förste artilleriofficer och utnämndes den 1 november 1937 till fregattkapten.

### Andra världskriget
Den 1 april 1938 blev Voss kommendant vid marinens 3. underofficersutbildningssektion, blev den 23 augusti 1939 amiralstabsofficer vid Marinkommando Ost och utnämndes den 1 november 1939 till Kapitän zur See. Mellan november 1939 och januari 1942 var Voss chef för kommandoavdelningen vid marinkommandot vid Oberkommando der Kriegsmarine, blev den 5 oktober 1942 befälhavare på kryssaren Prinz Eugen, blev den 1 mars 1943 ständig representant för marinens överbefäl vid Führerhögkvarteret och utnämndes samma dag till konteramiral. Voss sårades vid 20 juli-attentatet 1944. Han befordrades till viceamiral den 1 augusti 1944 och under slutskedet av kriget var Voss storamiral Karl Dönitz' representant hos Hitler i Berlin. Voss flydde från rikskansliet den 27 april 1945 och tillfångatogs av sovjeterna den 30 april. Den 3 maj fick han på ryssarnas begäran identifiera liken efter Joseph Goebbels och dennes familj. Voss frigavs från krigsfångenskapen i januari 1955.